# Kineska ženska softbolska reprezentacija
Kineska ženska softbolska reprezentacija predstavlja državu Kinu u športu softbolu.
Krovna organizacija: 

## Nastupi na OI
- OI 1996.: srebrne
- OI 2000.: ...
- OI 2004.: ...